# Quiebras de Felipe II
Se conoce como quiebras de Felipe II a los distintos incumplimientos de los compromisos de pago de la deuda pública de la hacienda del rey Felipe II de España durante su reinado. El rey declaraba la bancarrota y suspendían pagos pero su completa dependencia de los préstamos de los asentistas le imposibilitaba la realización en la práctica de un impago total de la deuda. Las quiebras de la Hacienda pública se quedaron en reestructuraciones pactadas de la deuda que suponían una modificación de las condiciones de la misma.
Las dificultades hacendísticas comenzaron con la misma llegada al trono (1556), momento en que se descartó la posibilidad de no reconocer la herencia de las cuantiosas deudas de su padre el Emperador Carlos V (muerto en 1558).
El coste extraordinario de los crecientes recursos necesarios para el mantenimiento de unos dominios donde no se ponía el sol y de una política de defensa de la fe católica (objetivos políticos explícitamente elegidos, y defendidos ante las críticas internas que se presentaron) no podían ser cubiertos ni siquiera con la llegada de las remesas del quinto real que anualmente traía la Flota de Indias, sumadas a la creciente fiscalidad obtenida de las Cortes de Castilla (eran los reinos de la Corona de Castilla los que más contribuían, debido tanto a su mayor potencia económica y demográfica como a la mayor capacidad de la monarquía autoritaria en ellos). La revolución de los precios fue socavando la base económica productiva castellana, a lo que se sumaba la pérdida de ingresos debido a la colocación de deuda pública (juros) sobre las rentas más seguras. Los intereses de la deuda crecían con la inseguridad de los pagos, y el resultado fue necesidad de recurrir a la suspensión de pagos periódica, seguida por alargamiento de los plazos, quitas o reducciones de los intereses o del principal debido a los particulares con menor capacidad de negociación (especialmente los súbditos particulares), y renegociaciones crediticias con los más importantes. 

## Relación de las crisis
- Primera: 17 de abril de 1557. La política del rey Carlos I agotó la Hacienda de Castilla. Cuando Felipe II accedió al trono todos los ingresos del monarca estaban empeñados y el monarca carecía de ingresos libres para emitir más deuda. La salida fue consolidar la deuda flotante (con vencimiento a corto plazo) en títulos a plazo más largo plazo, con un menor tipo de interés de la deuda (deuda consolidada).[1]
- Segunda. 1575-76. La quiebra más importante fue la de 1576, que afectó de forma extraordinaria a la ciudad de Amberes y a la banca de los Fugger.[3]
- Tercera: 29 de noviembre de 1596.[4]